# Judô nos Jogos Olímpicos de Verão da Juventude de 2010
As competições de judô nos Jogos Olímpicos de Verão da Juventude de 2010 foram disputadas entre 21 e 25 de agosto no Centro Internacional de Convenções, em Singapura.
Foram realizadas oito categorias individuais, sendo quatro masculinas e quatro femininas de acordo com o peso, e um evento misto por equipes aberto para equipes de países diferentes.

## Eventos
| - Até 55 kg masculino - Até 66 kg masculino - Até 81 kg masculino - Até 100 kg masculino | - Até 44 kg feminino - Até 52 kg feminino - Até 63 kg feminino - Até 68 kg feminino - Equipes mistas |

## Calendário
| Agosto | 14 | 15 | 16 | 17 | 18 | 19 | 20 | 21 | 22 | 23 | 24 | 25 | 26 |
| ------ | -- | -- | -- | -- | -- | -- | -- | -- | -- | -- | -- | -- | -- |
| Judô   |    |    |    |    |    |    |    | 3  | 3  | 2  |    | 1  |    |

|  | Dia de competição |  | Dia de final |

## Medalhistas
Feminino
| Evento             | Ouro                                | Prata                      | Bronze                                                   |
| ------------------ | ----------------------------------- | -------------------------- | -------------------------------------------------------- |
| Até 44 kg detalhes | Bae Seul-Bi KOR Coreia do Sul       | Barbara Batizi HUN Hungria | Sothea Sam CAM Camboja Vita Valnova BLR Bielorrússia     |
| Até 52 kg detalhes | Katelyn Bouyssou USA Estados Unidos | Anna Dmitrieva RUS Rússia  | Ri Un-Ju PRK Coreia do Norte Christine Huck AUT Áustria  |
| Até 63 kg detalhes | Miku Tashiro JPN Japão              | Flávia Gomes BRA Brasil    | Barbara Matic CRO Croácia Laura Naginskaitė LTU Lituânia |
| Até 78 kg detalhes | Lola Mansour BEL Bélgica            | Natalia Kubin GER Alemanha | Kseniya Darchuk UKR Ucrânia Urska Potocnik SLO Eslovênia |

Masculino
| Evento              | Ouro                                     | Prata                                    | Bronze                                                      |
| ------------------- | ---------------------------------------- | ---------------------------------------- | ----------------------------------------------------------- |
| Até 55 kg detalhes  | David Pulkrabek CZE Chéquia              | Mansurkhuja Muminkhujaev UZB Uzbequistão | Dmytro Atanov UKR Ucrânia Pedro Rivadulla ESP Espanha       |
| Até 66 kg detalhes  | Maxamillian Schneider USA Estados Unidos | Hyon Song-Chol PRK Coreia do Norte       | Cai Phuc DEN Dinamarca Davit Ghazaryan ARM Armênia          |
| Até 81 kg detalhes  | Lee Jae-Hyung KOR Coreia do Sul          | Khasan Khalmurzaev RUS Rússia            | Arpad Szakacs SVK Eslováquia Krisztian Toth HUN Hungria     |
| Até 100 kg detalhes | Ryosuke Igarashi JPN Japão               | Toma Nikiforov BEL Bélgica               | Marius Piepke GER Alemanha Bolot Toktogonov KGZ Quirguistão |

Misto
| Evento           | Ouro | Prata | Bronze |
| ---------------- | --- | --- | --- |
| Equipes detalhes | Kairat Agibayev (KAZ) Lesly Cano (PER) Alex Maxell García Mendoza (CUB) Andrea Krisandova (SVK) Daryl Lokuku Ngambomo (COD) Pedro Rivadulla (ESP) Miku Tashiro (JPN) Essen | Haley Baxter (NZL) Babacar Cisse (SEN) Anna Dmitrieva (RUS) Jennet Geldybayeva (TKM) Lola Mansour (BEL) Dulguun Otgonbayar (MGL) Marius Piepke (GER) Jeremy Saywell (MLT) Belgrado | Andrea Guillen (CRC) Christine Huck (AUT) Mansurkhuja Muminkhujaev (UZB) Eldin Omerovic (BIH) Pedro Pineda (VEN) Neha Thakur (IND) Ioan Visan (ROU) Barbara Matic (CRO) CairoBae Seul-Bi (KOR) Fabio Basile (ITA) Kseniya Darchuk (UKR) Batuhan Efemgil (TUR) Kevin Fernández (HON) Patrik Ferreira Martins (AND) Gaelle Nemorin (MRI) Rotem Shor (ISR) Tóquio |

## Quadro de medalhas
| Ordem | País                       | Medalha de ouro | Medalha de prata | Medalha de bronze |    |
| ----- | -------------------------- | --------------- | ---------------- | ----------------- | -- |
| 1     | KOR Coreia do Sul          | 2               |                  |                   | 2  |
|       | USA Estados Unidos         | 2               |                  |                   | 2  |
|       | JPN Japão                  | 2               |                  |                   | 2  |
| –     | IOC Equipes internacionais | 1               | 1                | 2                 | 4  |
| 4     | BEL Bélgica                | 1               | 1                |                   | 2  |
| 5     | CZE Chéquia                | 1               |                  |                   | 1  |
| 6     | RUS Rússia                 |                 | 2                |                   | 2  |
| 7     | GER Alemanha               |                 | 1                | 1                 | 2  |
|       | PRK Coreia do Norte        |                 | 1                | 1                 | 2  |
|       | HUN Hungria                |                 | 1                | 1                 | 2  |
| 10    | BRA Brasil                 |                 | 1                |                   | 1  |
|       | UZB Uzbequistão            |                 | 1                |                   | 1  |
| 12    | UKR Ucrânia                |                 |                  | 2                 | 2  |
| 13    | ARM Armênia                |                 |                  | 1                 | 1  |
|       | AUT Áustria                |                 |                  | 1                 | 1  |
|       | BLR Bielorrússia           |                 |                  | 1                 | 1  |
|       | CAM Camboja                |                 |                  | 1                 | 1  |
|       | CRO Croácia                |                 |                  | 1                 | 1  |
|       | DEN Dinamarca              |                 |                  | 1                 | 1  |
|       | SVK Eslováquia             |                 |                  | 1                 | 1  |
|       | SLO Eslovênia              |                 |                  | 1                 | 1  |
|       | ESP Espanha                |                 |                  | 1                 | 1  |
|       | LTU Lituânia               |                 |                  | 1                 | 1  |
|       | KGZ Quirguistão            |                 |                  | 1                 | 1  |
| TOTAL | TOTAL                      | 9               | 9                | 18                | 36 |